# Galina Kastel
Galina Ritjardovna Kastel (ryska: Галина Ричардовна Кастель), född 22 maj 1946, en sovjetisk och rysk astronom.
Minor Planet Center listar henne som G. R. Kastel' och som upptäckare av nio asteroider.
Asteroiden 3982 Kastel' namngavs efter henne.

## Asteroider upptäckta av Galina Kastel
| 5781 Barkhatova [A]                                                      | 24 september 1990 |
| 6719 Gallaj [A]                                                          | 16 oktober 1990   |
| 7413 Galibina [A]                                                        | 24 september 1990 |
| 8088 Australia [A]                                                       | 23 september 1990 |
| 10090 Sikorsky [B]                                                       | 13 oktober 1990   |
| 12704 Tupolev [A]                                                        | 24 september 1990 |
| 19994 Tresini [B]                                                        | 13 oktober 1990   |
| 24697 Rastrelli [A]                                                      | 24 september 1990 |
| 32807 Quarenghi [A]                                                      | 24 september 1990 |
| Upptäckt tillsammans med: A Ljudmila Zjuravljova B Ludmila G. Karatjkina |                   |